# 기원전 89년

## 연호
- 전한(前漢) 정화(征和) 4년

## 기년
- 전한(前漢) 무제(武帝) 52년